# عالم نساء ورجل (مسرحية)
مسرحية عالم نساء ورجل مسرحية مقتبسة أعدها وصاغ حوارها جعفر المؤمن وأخرجها حسين الصالح، مثلت ثلاثة أسابيع ابتداء من 23 ديسمبر 1972م على مسرح كيفان في الكويت.

## طاقم العمل
- إعداد وحوار - جعفر المؤمن
- الإدارة المسرحية = اسد محمود حسين
- الاعداد المسرحي - كمال عبد العزيز جاب الله
- التنظيم المسرحي - محمد خضر
- التنظيم المسرحي - محمود السبتي
- الإضاءة المسرحية - محمود قصير
- الإضاءة المسرحية - عبد الله منيع
- تصميم الديكور - وهيب الحسيني
- تنفيذ الديكور - احمد سعيد
- تنفيذ الديكور - عمر الربان
- الماكياج - محمد عبد الحميد
- الماكياج - حمد ناصر
- التلقين - عادل حلواني
- الاكسسوار - عبد المجيد قاسم
- تصوير - عبد الحسين كرم
- تصوير - عبد العزيز محمد
- تصوير - علي حسين
- مونتاج الكتروني - سالم رشيد
- مراقبة الصوت - صالح سليمان
- مراقبة الصورة - جعفر محمد
- مشرف الإضاءة - محمد بوقماز
- التسجيل المرئي - خالد الحيان
- التسجيل المرئي - حسين الدبوس
- ساعد في النقل - عبد العزيز الكهيم
- الاخراج المسرحي التلفزيوني - حسين الصالح

### الاغنية الاستعراضية
تأليف وتلحين - عبد الحسين عبد الرضا

## وصلات خارجية
المسرحية كاملة على يوتيوب